# Seznam kultnih albumov
Kultni albumi so tisti, ki so močno vplivali na celo generacijo glasbenikov in na razvoj glasbene zvrsti - ali pa tisti, ki so sčasoma postali predmet čaščenja ožjega kroga poslušalcev. To so albumi, ki imajo zagotovljen nesmrten status v zgodovini glasbe.

## A
- A Night at the Opera,1975 Queen
- ABBA,1975 ABBA
- Abbey Road,1970 The Beatles
- Ace of Spades,1980 Motorhead
- Appetite for Destruction, 1987 Guns n' Roses
- Alive,1975 Kiss
- Aqualung,1971 Jethro Tull
- Are You Experienced,1967 Jimi Hendrix
- Atom Heart Mother, Pink Floyd

## B
- Billion Dollar Babies,1973 Alice Cooper
- British Steel,1980 Judas Priest
- Bo Diddley,1958 Bo Diddley

## C
- Closer,1980 Joy Division

## E
- Emerson,Lake & Palmer,1970 ELP
- Exodus,1977 Boba Marley

## F
- IV,1971 Led Zeppelin
- Folk Singer,1964 Muddy Waters
- Fresh Cream,1966 Cream
- Freak Out!,1966 The Mothers of Invention

## G
- Giant Steps,1959 John Coltrane
- Go Bo Diddley,1959 Bo Diddley

## H
- Hair,1979 The Original Soundtrack
- Heavy Weather,1977 Weather Report
- Highway to Hell,1979 AC/DC

## Q
- Quadrophenia,1973 The Who

## K
- Kingdom Come,1970 Sir Lord Baltimore
- Kill 'Em All,1983 Metallica
- Kick Out the Jams,1969 MC5
- Kind of Blue,1959 Miles Davis

## L
- Live At Leeds,1970 The Who
- Loaded,1970 The Velvet Underground
- London Calling,1979 The Clash
- Low,1977 David Bowie

## M
- Machine Head,1972 Deep Purple
- Master of Puppets,1986 Metallica

## N
- Never Mind the Bollocks,1977 Sex Pistols
- Nevermind,1990 Nirvana
- New Boots & Panties,1977 Ian Dury
- No More Heroes,1977 The Stranglers
- Not Fragile,1975 Bachman Turner Overdrive
- Number of the Beast,1982 Iron Maiden

## P
- Paranoid,1970 Black Sabbath
- Pearl,1971 Janis Joplin

## R
- Razamanaz,1973 Nazareth
- Real Life,1979 Magazine
- Red,1974 King Crimson
- Regatta De Blanc,1979 The Police
- Reign in Blood,1986 Slayer
- Ride the Lightning,1984 Metallica
- Revolver,1966 The Beatles
- Rock,Rock,Rock,1956 Chuck Berry
- Rocks,1976 Aerosmith

## S
- School's Out,1972 Alice Cooper
- Sgt. Pepper's Lonely Heart's Club Band,1967 The Beatles
- Smokie,1976 Smokie
- So,1986 Peter Gabriel
- Steppenwolf,1968 Steppenwolf

## T
- Tommy,1969 The Who
- Toys in the Attic,1975 Aerosmith
- The White Album,1968 The Beatles
- The Who By Numbers,1975 The Who
- Transformer,1972 Lou Reed

## V
- Very 'eavy... Very 'umble,1970 Uriah Heep

## W
- War,1983 U2
- Who's Next,1971 The Who